# Cour constitutionnelle (Autriche)
Pour les autres articles nationaux ou selon les autres juridictions, voir Cour constitutionnelle.
Ne doit pas être confondu avec Cour suprême (Autriche).
La Cour constitutionnelle (en allemand : Verfassungsgerichtshof) est un tribunal de droit public en Autriche. Siégeant à Vienne, c'est l'une des trois institutions les plus importantes du système judiciaire de la Constitution fédérale autrichienne, avec la Cour administrative et la Cour suprême. En tant que cour constitutionnelle, elle veille notamment à ce que les normes (lois, ordonnances, accords internationaux) soient conformes à la Constitution.

## Fonctionnement

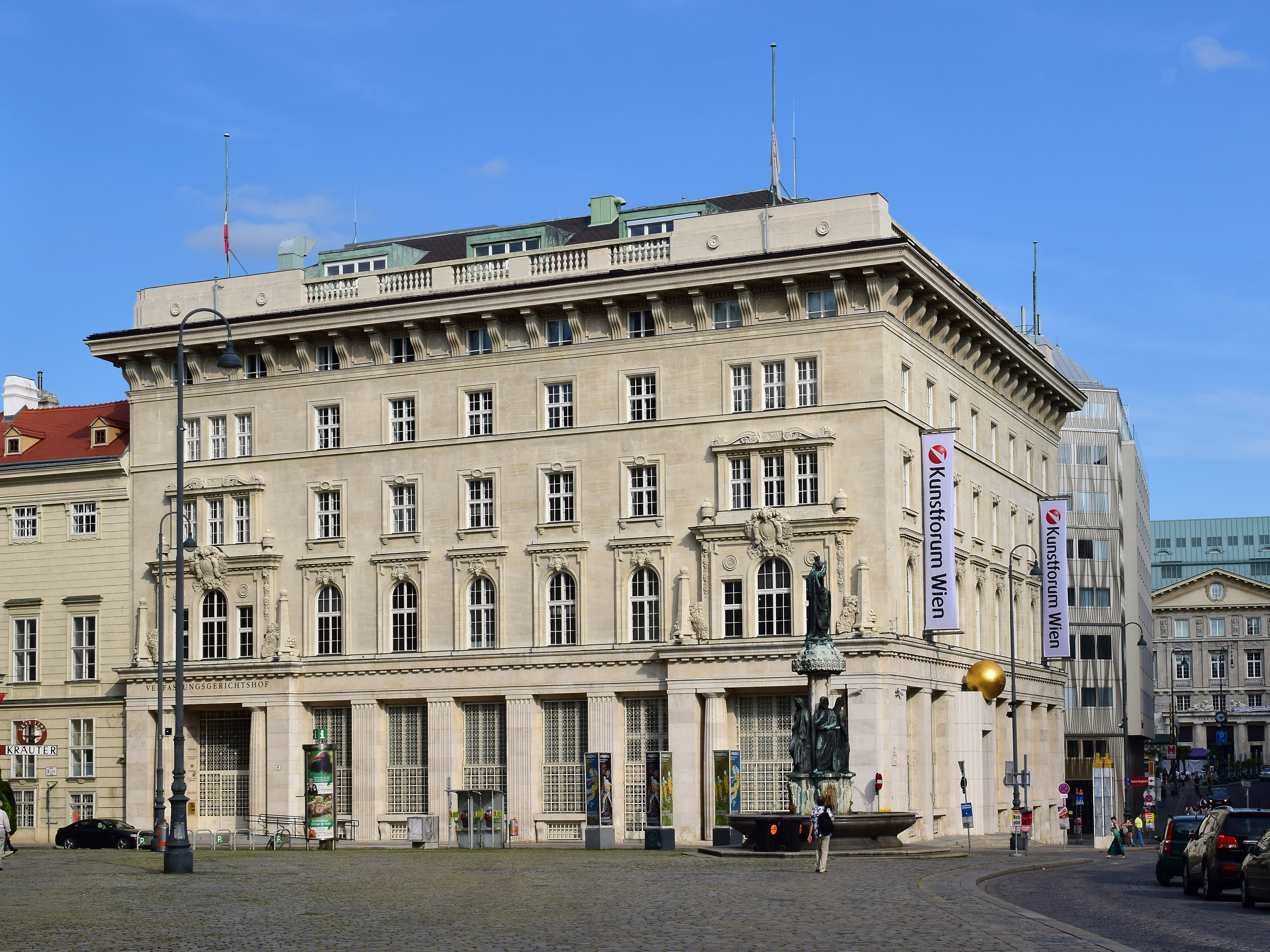
Bâtiment de la Cour constitutionnelle à Vienne.

La Cour constitutionnelle a été créée par la loi du 25 janvier 1919, décidée par l'assemblée nationale provisoire de la république d'Autriche allemande. Les pouvoirs de la Cour constitutionnelle sont régis par la Loi constitutionnelle fédérale (Bundes-Verfassungsgesetz, B-VG) du 1er octobre 1920. Le juriste Hans Kelsen a largement participé à la conception et la mise en place du tribunal. 
Le président de la Cour est actuellement Christoph Grabenwarter (de) (depuis 2020). Elle siège à Vienne, la capitale du pays. Contrairement au Tribunal constitutionnel fédéral allemand, elle se réunit en séance plénière de 14 membres. La présence du président (ou vice-président) et d'au moins huit membres votants est indispensable à l'obtention du quorum ; la Cour est dès lors reconnue apte à délibérer.